# Little Simz
Simbiatu "Simbi" Abisola Abiola Ajikawo, mer känd under sitt artistnamn Little Simz, född 23 februari 1994 i Islington, London, är en brittisk rappare, sångerska och skådespelerska. Efter utgivningen av fyra mixtapes och fem EP-skivor släppte hon sitt debutalbum A Curious Tale of Trials + Persons den 18 september 2015 genom sitt eget oberoende skivbolag, AGE: 101 Music. Albumet hamnade på UK R&B Album Chart på nummer 20 och UK Independent Albums Chart på nummer 43. Hon släppte sitt andra studioalbum Stillness in Wonderland 2016. Hennes tredje studioalbum Gray Area (2019) vann bästa album vid både Ivor Novello Awards och NME Awards samt nominerades till Mercury Prize. Hennes fjärde album Sometimes I Might Be Introvert släpptes september 2021 och fick generellt positiva recensioner. 12 december 2022 släppt hon sitt femte album NO THANK YOU.

## Uppväxt
Ajikawo föddes av nigerianska föräldrar och tillhör Yoruba-folket. Hon växte upp med två äldre systrar. Hon studerade vid Highbury Fields School i London och närvarade även i St Mary's Youth Club i Upper Street, Islington, där popstjärnorna Leona Lewis och Alexandra Burke också deltog. Ajikawo studerade senare vid Westminster Kingsway College och därifrån drev hon sin musikkarriär.

## Karriär

### Skådespel
Little Simz spelade Vicky i BBC-barnserien Spirit Warriors, som ursprungligen sändes 2010, och som Meleka i E4-serien Youngers.
Hon var även berättarröst för tv-serien Afrofuturism.
Hon medverkade i Netflixs Top Boy som hade premiär hösten 2019.

### Musik
Little Simz beskriver sin musik som experimentell rap.
Hon har uppträtt tillsammans med bland annat Estelle, Tinie Tempah, Ms. Dynamite och Kano. Little Simz har spelat på Rising Tide, iluvlive, Industry Takeover (Urban Development) Hackney Empire, Somerset House och House of Lords. Hon uppträdde även på BBC 1 Xtra Prom 2015 i Royal Albert Hall, tillsammans med en full orkester under ledning av Jules Buckley.
Little Simz kan höras på Leave to Remain-filmens soundtrack och framför låten "Leave It As That". I början av 2013 dök hon upp på BBC Radio 1 Xtra för att diskutera sina prestationer vid Hackney Weekend. Little Simz fortsatte sedan med att göra en Maida Vale-session för Huw Stephens och har sedan dess fått positiv kritik från bland annat Zane Lowe, Dizzee Rascal, Revolt TV och Kendrick Lamar.
Den 16 december 2016 släppte hon sitt andra studioalbum Stillness in Wonderland. Den inspirerades av Alice's Adventures in Wonderland och stöddes av en serietidning, konstutställning och festival.
2017 uppträdde hon som förband för Gorillaz under deras Humanz Tour och var sångare i låten "Garage Palace", som är med i Super Deluxe-upplagan av deras album Humanz.
Den 6 september 2018 tecknade Little Simz och hennes bolag AGE 101 ett världsomspännande avtal med AWAL Recordings, efter att AWAL hade distribuerat hennes debutalbum A Curious Tale of Trials + Persons 2015. Avtalet förnyades den 18 juni 2020.
Den 1 mars 2019 släppte hon sitt tredje studioalbum Gray Area, som fick positiv kritik och nominerades till Mercury Prize och IMPALAs European Independent Album of the Year Award (2019).
I april 2021 aviserade Little Simz sitt fjärde album, Sometimes I Might Be Introvert och albumet släpptes den 3 september samma år. Hon tilldelades Mercury Prize 2022 för albumet. Hon fortsatte 2022 med att släppa sitt femte album NO THANK YOU.

## Privatliv
Ajikawo bor i London. År 2018 mördades hennes vän Harry Uzoka, vilket inspirerade henne att skriva låten "Wounds".

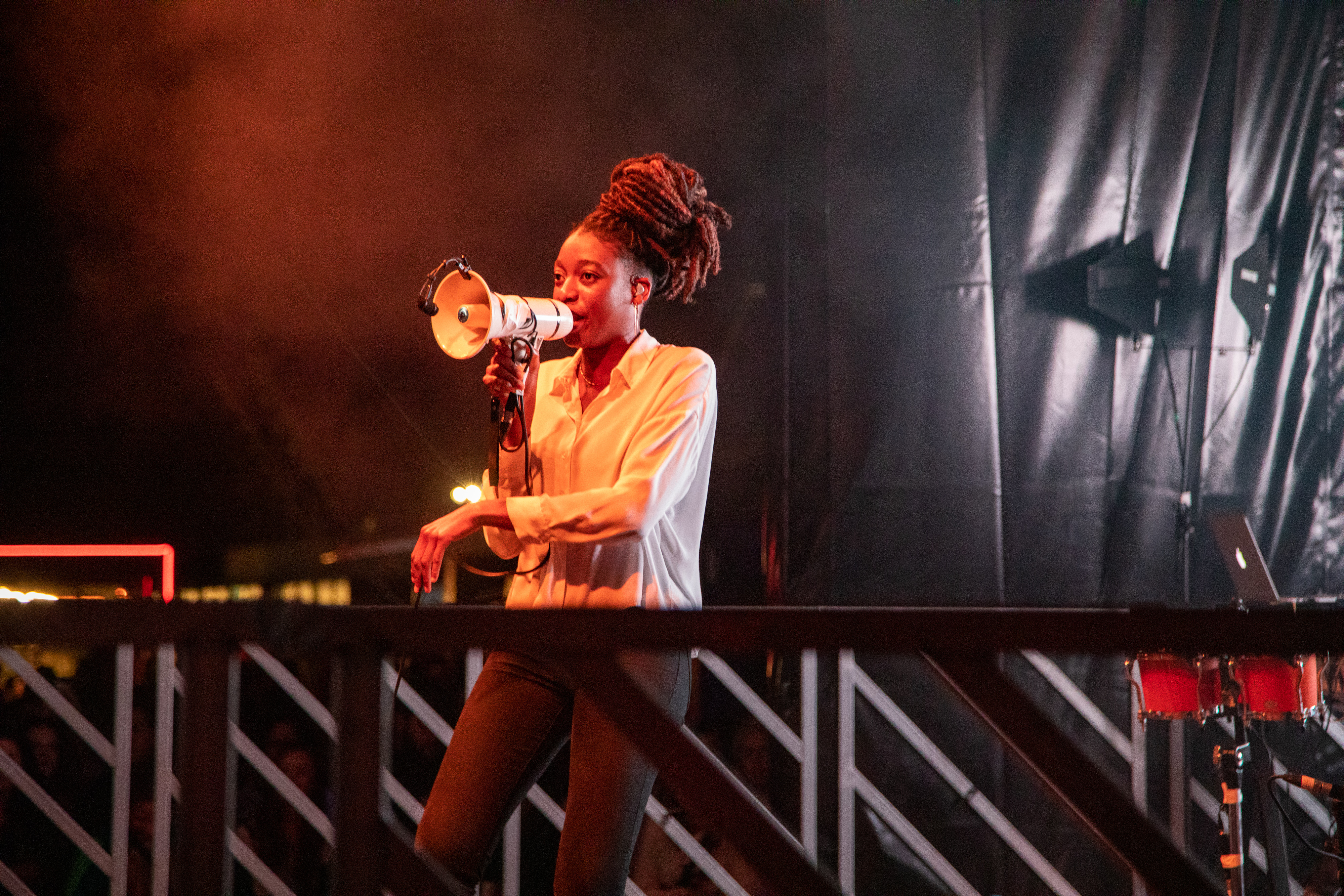
Little Simz på Primavera Sound 2019

Ajikawo är supporter av Arsenal FC

## Diskografi

### Album
- A Curious Tale of Trials + Persons (2015)
- Stillness in Wonderland (2016)
- Grey area (2019)
- Sometimes I Might be Introvert (2021)
- NO THANK YOU (2022)

### Mixtapes
- Stratosphere (2010)
- Stratosphere 2 (2011)
- XY. Zed (2013)
- Blank Canvas (2013)

### EP-skivor
- EDGE (2014)
- Age 101: Drop 1 (2014)
- Age 101: Drop 2 (2014)
- Age 101: Drop 3 | 000 (2014)
- Age 101: Drop 4 (2015)
- The Theory Of ... (2015) (med gruppen "SpaceAge3000")
- Age 101: Drop X (2015)
- Drop 6 (2020)

### Singlar
| Titel                          | År   | Toppdiagrampositioner | Album                          |
| Titel                          | År   | BEL (FL) Tip          | Album                          |
| ------------------------------ | ---- | --------------------- | ------------------------------ |
| "Offence"                      | 2018 | -                     | Grey Area                      |
| "Boss"                         | 2018 | -                     | Grey Area                      |
| "101 FM"                       | 2018 | -                     | Grey Area                      |
| "Selfish" (featuring Cleo Sol) | 2019 | -                     | Grey Area                      |
| "Introvert"                    | 2021 | 11                    | Sometimes I Might Be Introvert |
| "Woman" (featuring Cleo Sol)   | 2021 | -                     | Sometimes I Might Be Introvert |
| "Rollin Stone"                 | 2021 | -                     | Sometimes I Might Be Introvert |

#### Som medverkande artist
| Titel                                                | År   | Album                 |
| ---------------------------------------------------- | ---- | --------------------- |
| "Cuckoo" (Raleigh Ritchie featuring Little Simz)     | 2014 | Non-album single      |
| "Bad Dreams" (Joywave featuring Little Simz)         | 2015 | How Do You Feel Now?  |
| "The Nest" (Faze Miyake featuring Little Simz)       | 2015 | Faze Miyake           |
| "So Human" (Rosie Lowe featuring Little Simz)        | 2016 | Control               |
| "Back to My Love" (Becky Hill featuring Little Simz) | 2016 | Eko EP                |
| "Far Cry" (Jack Garratt featuring Little Simz)       | 2016 | Phase                 |
| "The Book" (OTG featuring Little Simz)               | 2017 | Garden of Osiris - EP |
| "Garage Palace" (Gorillaz featuring Little Simz)     | 2017 | Humanz                |
| "Proud of Me" (Mahalia featuring Little Simz)        | 2018 | Non-album single      |
| "Favourites" (The S.L.P. featuring Little Simz)      | 2019 | The S.L.P             |

### Gästspel
| Titel                       | År   | Andra artister                                  | Album                                                 |
| --------------------------- | ---- | ----------------------------------------------- | ----------------------------------------------------- |
| "Get This in Check"         | 2013 | Ingen                                           | Youngers, Part 1                                      |
| "The Drop"                  | 2014 | Nick Brewer                                     | Four Miles Further - EP                               |
| "Table"                     | 2016 | Kehlani                                         | Non-album single                                      |
| " Location " (London Remix) | 2017 | Khalid                                          | Non-album remix                                       |
| "Indie Girls"               | 2017 | Jesse Boykins III, Kilo Kish                    | Bartholomew                                           |
| "DBT Remix"                 | 2018 | Lioness, Lady Leshurr, Queenie, Shystie & Stush | Non-album remix                                       |
| "Rewind Time"               | 2018 | VanJess                                         | Silk Canvas                                           |
| "King"                      | 2018 | Ghetts                                          | Ghetto Gospel: The New Testament                      |
| " 3WW " (OTG Version)       | 2018 | alt-J                                           | Reduxer                                               |
| " Pink Youth "              | 2019 | Yuna                                            | Rouge                                                 |
| "Venom"                     | 2019 | Ingen                                           | Top Boy – A Selection of Music Inspired by the Series |

## Turnéer
- AGE101 DROP THE WORLD (2015)
- Welcome to Wonderland (2017–2018)
- Gray Area Tour (2019)

## Filmografi
| År   | Titel           | Roll                                            | Anteckningar  |
| ---- | --------------- | ----------------------------------------------- | ------------- |
| 2010 | Spirit Warriors | Vicky                                           | TV-serie      |
| 2012 | Ill Manors      | Youth Suspect at the Railway Station (Lil Simz) |               |
| 2013 | Youngers        | Meleka                                          | E4-serie      |
| 2019 | Top Boy         | Shelley                                         | Netflix-serie |